# Fly mej en greve (film)
Fly mej en greve är en svensk dramafilm från 1959 i regi av Torgny Anderberg.

## Handling
Inbrottstjuven Karl Kilian Ledig försöker intressera sin något motvillige son Carl Gustaf för "yrket", och tar med honom på ett inbrott hos skulptrisen Ulla-Carin von Knaake. När Ulla-Carin och några av hennes vänner oväntat kommer hem inbillar hon sig att Carl Gustaf är en modell som hon har anlitat från en modellagentur.
Ulla-Carin, hennes kusin Uffe och dennes flickvän Lill slår vad med konsulparet Sluggstedt om att de ska kunna förvandla den grovhuggne Carl Gustaf till en fulländad gentleman - något som Sluggstedts tror är omöjligt. Komplikationer uppstår när Ulla-Carin och Carl Gustaf blir kära i varandra - samtidigt som Ulla-Carins faster Agda, som sitter på pengarna i familjen, blir kär i Karl Kilian...

## Om filmen
Filmen premiärvisades 16 juli 1959 på biograf Sergel i Stockholm. Den spelades in vid Nordisk Tonefilms ateljéer i Stockholm med exteriörer från Djurgården, Riksbron, Norrström, Slussen, Appoloniateatern och Äppelvikens ridhus i Bromma av Max Wilén. Som förlaga har man George Bernard Shaws pjäs Pygmalion som uruppfördes på Burgtheater i Wien 1913 med engelsk premiär på His Majesty's Theatre i London 1914 och svensk premiär på Dramaten i Stockholm samma år. Pjäsen har senare blivit förlaga till musikalen My Fair Lady och pjäsen Fly mej en greve av Rune Moberg och Carl-Gustaf Lindstedt, vilken hade premiär på Nöjeskatten i Stockholm 1958. 
Pjäsen Pygmalion har varit förlaga till två tidigare filmer i Sverige; se Kanske en gentleman (film, 1935) och Kanske en gentleman (film, 1950).

## Roller
- Carl-Gustaf Lindstedt – Carl-Gustaf Ledig
- Sigge Fürst – Karl Kilian Ledig, Carl-Gustafs far
- Ullacarin Rydén – Ulla-Carin Knaake, skulptris
- Sif Ruud – Agda, Ulla-Carins rika faster
- Barbro "Lill-Babs" Svensson – Lill
- Nils Hallberg – Ville Illmar
- Hans Lindgren – Lindgren, betjänt hos Ulla-Carin/Hagge Torgskräck, Karl Kilians kamrat
- Jan Molander – konsul Oscar Sluggstedt
- Ulf Lindqvist – Uffe, Ulla-Carins kusin
- Siv Ericks – Siv Sluggstedt, Oscars fru
- Hanny Schedin – Elin, faster Agdas hembiträde
- Olle Hilding – violinist
- Sigvard Törnqvist – ridläraren
- Sten-Thorsten Thuul – balettmästaren
- Sangrid Nerf – partygäst

## Filmmusik i urval
- Calypso till månen, kompositör Ulf Peder Olrog, text Rune Moberg, sång Lill-Babs
- Faderittan satt på taket, sång Carl-Gustaf Lindstedt
- Ge mej din hand (Räck mej din hand), kompositör Ulf Peder Olrog, text Rune Moberg, sång Lill-Babs, Ulf Lindqvist och Jessie Flaws
- En tango får det bli (Tå-trampar-tango), kompositör Ulf Peder Olrog, text Rune Moberg och Ulf Peder Olrog, sång Carl-Gustaf Lindstedt
- Han kommer (Boven kommer), kompositör Roland Edling, text Rune Moberg
- Vi dansar, kompositör Ulf Peder Olrog, text Rune Moberg
- Trink, trink (Drick, drick), kompositör Wilhelm Lindemann, tysk text Fritze Bollmann svensk text Karl-Ewert